# Comic Relief
Comic Relief – brytyjska organizacja charytatywna finansująca i organizująca szereg projektów mających na celu niesienie szeroko rozumianej pomocy potrzebującym w Wielkiej Brytanii i Afryce. 
Została powołana w 1985 przez ludzi ze środowiska brytyjskiej kultury i rozrywki, przede wszystkim twórców seriali i programów komediowych (stąd nazwa, w wolnym tłumaczeniu oznaczająca „komiczną pomoc”). Jej wizytówką stały się organizowane co dwa lata od 1988 Dni Czerwonego Nosa (Red Nose Days), przypominające nieco polskie finały Wielkiej Orkiestry Świątecznej Pomocy, z tą różnicą, że zwieńczeniem okresu zbierania pieniędzy jest wielki wieczorny show telewizyjny, w którym klipy na temat  działalności organizacji przeplatane są z występami znanych postaci kultury masowej w nietypowych dla nich rolach. Szczególną tradycją jest przygotowywanie na ten dzień odcinków specjalnych najpopularniejszych w danej chwili seriali komediowych, do których często zapraszani są goście z pierwszych stron gazet.

## Powstanie
Pomysłodawcą powstania Comic Relief był Richard Curtis, wówczas współscenarzysta Czarnej Żmii. Miała być to odpowiedź środowiska brytyjskiej rozrywki na klęskę głodu w Etiopii. Oficjalna inauguracja działalności organizacji miała miejsce 25 grudnia 1985 w obozie dla etiopskich uchodźców w Sudanie i była transmitowana na żywo w BBC, która do dziś jest głównym partnerem medialnym organizacji. Idea show z udziałem gwiazd była inspirowana tzw. Balami Tajnego Policjanta (Secret Policeman's Balls), organizowanymi w podobnej formule przez Amnesty International. Pierwszy taki spektakl odbył się w kwietniu 1986 w Londynie i był retransmitowany w BBC. Oficjalny Dzień Czerwonego Nosa (nazwa wzięła się od logo organizacji, którym jest czerwony, sztuczny nos - taki jaki przyczepiają sobie klauni) odbył się po raz pierwszy dwa lata później.

## Dni Czerwonego Nosa
Odbywają się co dwa lata w połowie marca. Są finałem wielkiej akcji zbierania pieniędzy, które można podarować albo po prostu przekazując je organizacji (zbierają je m.in. wolontariusze) albo kupując jeden z licznych gadżetów z logo Comic Relief, dystrybuowanych w sieci hipermarketów Sainsbury’s. Podstawową zasadą finansów organizacji jest tzw. reguła złotego funta, mówiąca, że każdy funt przekazany przez osoby indywidualne jest na wagę złota i nie może być wykorzystany inaczej, niż na działalność operacyjną organizacji. Koszty administracyjne są pokrywane z przeznaczonych specjalnie na ten cel datków od firm, które w zamian mogą liczyć na reklamę podczas wydarzeń związanych z Dniem. Wszyscy celebryci biorący udział w akcjach Comic Relief robią to za darmo, zaś koszty związane z produkcją telewizyjną są pokrywane przez BBC. Zwieńczeniem dnia jest specjalny program nadawany od 19:00 do późnych godzin nocnych na BBC One. Każda edycja Dnia ma także swój oficjalny singel, z którego sprzedaży cały dochód zasila konto organizacji. 

### Programy i odcinki zrealizowane dla Comic Relief (do 2005)
- Czarna Żmija - The Cavalier Years (1988)
- Jaś Fasola - Randka w ciemno Jasia Fasoli
- Doctor Who - Doctor Who i klątwa strasznej śmierci (parodia z udziałem Rowana Atkinsona) (1999)
- Big Brother - Celebrity Big Brother (specjalna, skrócona edycja programu z udziałem gwiazd) (2001)
- EastEnders - odcinek specjalny; (2003)
- Harry Potter - Harry Potter i sekretna garnkokomnata Azerbejdżanu (parodia za zgodą J.K. Rowling z udziałem Dawn French, Jennifer Saunders i Mirandy Richardson)
- Proboszcz z Dibley - odcinek specjalny (2005)

### Dzień Czerwonego Nosa 2007
Odbył się 16 marca. Głównymi twarzami tegorocznego Dnia byli twórcy Małej Brytanii, Matt Lucas i David Walliams. Jako Lou i Andy - para popularnych bohaterów swojego serialu - wystąpili w reklamach promujących Dzień. Wyemitowano także fragmenty nakręconego kilka miesięcy wcześniej w Londynie spektaklu Comic Relief gra Małą Brytanię na Żywo, w której znane postacie wystąpiły w scenicznej wersji Małej Brytanii. I tak np. w roli siostry serialowej dresiary Vicky Pollard wystąpiła Kate Moss. Ponadto Matt Lucas jako jeżdżący na wózku inwalidzkim Andy oraz Peter Kay - komik również grający postać inwalidy, w serialu Phoenix Nights - nagrali wspólnie ze szkockim zespołem The Proclaimers specjalną wersję ich wielkiego przeboju I'm Gonna Be (500 Miles). Stała się ona oficjalnym singlem tegorocznego Dnia.  
Inną atrakcją Dnia była emisja ostatniego odcinka serialu Proboszcz z Dibley. Z kilkoma skeczami wystąpiła także bardzo popularna ostatnio na Wyspach komiczka Cathreine Tate. Jeden z nich zrealizowano w siedzibie brytyjskich premierów na 10 Downing Street, a jej partnerem w jego odgrywaniu był urzędujący jeszcze wówczas szef rządu Tony Blair. Późnym wieczorem, gdy przed telewizorami zostali raczej starsi widzowie, Sasha Baron Cohen jako Borat udzielił znanemu ze swoich homoseksualnych preferencji dziennikarzowi „wywiadu” na temat traktowania homoseksualistów w swym rodzinnym Kazachstanie. 
Po raz pierwszy w historii duża część materiałów z Dnia została oficjalnie udostępniona przez BBC w Internecie, za pośrednictwem serwisu YouTube. Tegoroczny Dzień przyniósł organizacji wpłaty na łączną sumę 40 milionów funtów brytyjskich.

## Sport Relief
Odgałęzieniem Comic Relief specjalizującym się w zbieraniu pieniędzy poprzez imprezy związane ze sportem jest Sport Relief. Najbardziej znaną z jego akcji była szeroko relacjonowana w mediach próba przepłynięcia kanału La Manche wpław w wykonaniu Davida Walliamsa w 2006. Próba zakończyła się sukcesem, a przy okazji udało się zebrać milion funtów.